# روبرت أونيل
روبرت أونيل (بالإنجليزية: Robert J. O'Neill)‏ (مواليد 10 أبريل 1976) هو جندي أمريكي كان أحد أفراد فريق قوة العمليات الخاصة التابعة للقوات البحرية الأمريكية، عُرف بادعائه بأنه هو من قتل أسامة بن لادن خلال الهجوم على منزله في أبوت آباد يوم 2 مايو 2011. 

## نشأته
وُلد في بوتي، مونتانا في 10 أبريل 1976، روبرت جيه أونيل هو ابن توم أونيل وديان جونسون، وشقيق توم أونيل الإبن. وصف أونيل طفولته في بوتي بأنها «شاعرية». تخرج من مدرسة بوتي الثانوية في عام 1994، والتحق بجامعة مونتانا التكنولوجية. تزوج أونيل في مارس 2004، ولديه طفلان، وكان قد انفصل عن زوجته قانونيًا بحلول فبراير 2013.

## مقتل أسامة بن لادن
كشف جندي البحرية الأميركية روبرت أونيل، قاتل زعيم تنظيم القاعدة أسامة بن لادن، تفاصيل جديدة عن عملية تصفية المطلوب الأول عالمياً وقتها، واصفاً شعوره هو وزملائه وهم يقفون أمام جثته، ومؤكداً أنه كان لديه شعور بأنهم سيموتون في العملية. و قال أونيل خلال لقاء مع شبكة «فوكس نيوز Fox News» الأميركية، إنه لم يكن مقرراً أن يكون مشاركاً في تلك العملية، مشيراً إلى أن بن لادن كان بمثابة شبح، وكان أونيل وزملاؤه يتبادلون النكات عما يمكن أن يحدث لو هرب منهم بن لادن مثلاً ولجأ لأحد الأزقة وعن شعوره بعد العملية، قال أونيل إنه وزملاءه شعروا بالسعادة عند سماعهم الطيار يخبرهم أنهم أصبحوا داخل الأراضي الأفغانية، مشيراً إلى أنه كان يشعر أن منزل بن لادن سينفجر في أي لحظة، ولم يتوقع أن يخرج هو وزملاؤه منه على قيد الحياة. تصريحات أونيل تأتي في الذكرى السابعة لمقتل زعيم تنظيم القاعدة، حيث قال إن أحد زملائه قام بأشجع عمل بطولي في حياته عندما قفز على انتحاري ليمنعه من قتلهم، مبيناً أنه استدار بعدها إلى اليمين ليجد بن لادن على بُعد 3 أقدام منه فتعرف عليه وأطلق النار على رأسه فوراً. وأشار أونيل الذي ألّف كتاباً عن تفاصيل العملية، إلى أنه في الوقت الذي كانت وسائل الإعلام تسعى لتأكيد خبر مقتل أسامة بن لادن، كانت جثته أمامهم على أرضية منزله حيث كانت تبذل جهود حثيثة للتأكد من هويته عبر فحوصات الحمض النووي.

## روابط خارجية
- روبرت أونيل على موقع IMDb (الإنجليزية)